# Harar
Harar é uma cidade do Leste da Etiópia e capital da região de Harari, divisão político-étnico da Etiópia. Está situada numa colina, na extensão oriental do planalto da Etiópia a cerca de 500 quilómetros de Adis Abeba. Encontra-se a uma altitude de 1.885 metros.
Esta cidade em 2006 foi declarada Património Mundial da Humanidade pela UNESCO.
Harar (Harari e Amárico: ሐረር, Härär) (por vezes escrita Hārer ou Harer) é uma cidade no leste da Etiópia, e a capital das Região da Harari, uma etnodivisão política da Etiópia. Situa-se no topo de uma colina, na parte oriental do planalto etíope, a cerca de quinhentos quilómetros de Adis Abeba, com uma altitude de 1885 metros Harrar foi declarada Património Mundial pela UNESCO em 2006, reconhecimento do seu patrímônio cultural.É considerada "a quarta cidade sagrada do Islão"  (junto com Meca, Medina" e Jerusalém).
Tem 82 mesquitas, três das quais datam do século X; e 102 santuários. Durante séculos, Harrar foi um importante centro comercial, com rotas comerciais que a ligavam ao resto da Etiópia, ao Chifre da África, à Península Arábica, e, através dos seus portos, ao resto do mundo. Harrar é também famosa pelos seus cafés processados naturais e distintos que levam o mesmo nome.

## Demografia
De acordo com as estimativas populacionais feitas pela Agência Central de Estatísticas da Etiópia em 2005, esta cidade tem uma população total estimada em 122.000 habitantes, dos quais 60.000 são homens e 62.000 são mulheres. De acordo com o censo de 1994, o último oficial e com base no qual foi feita esta estimativa, a cidade tinha uma população de 76.378 habitantes.

## Composição étnica

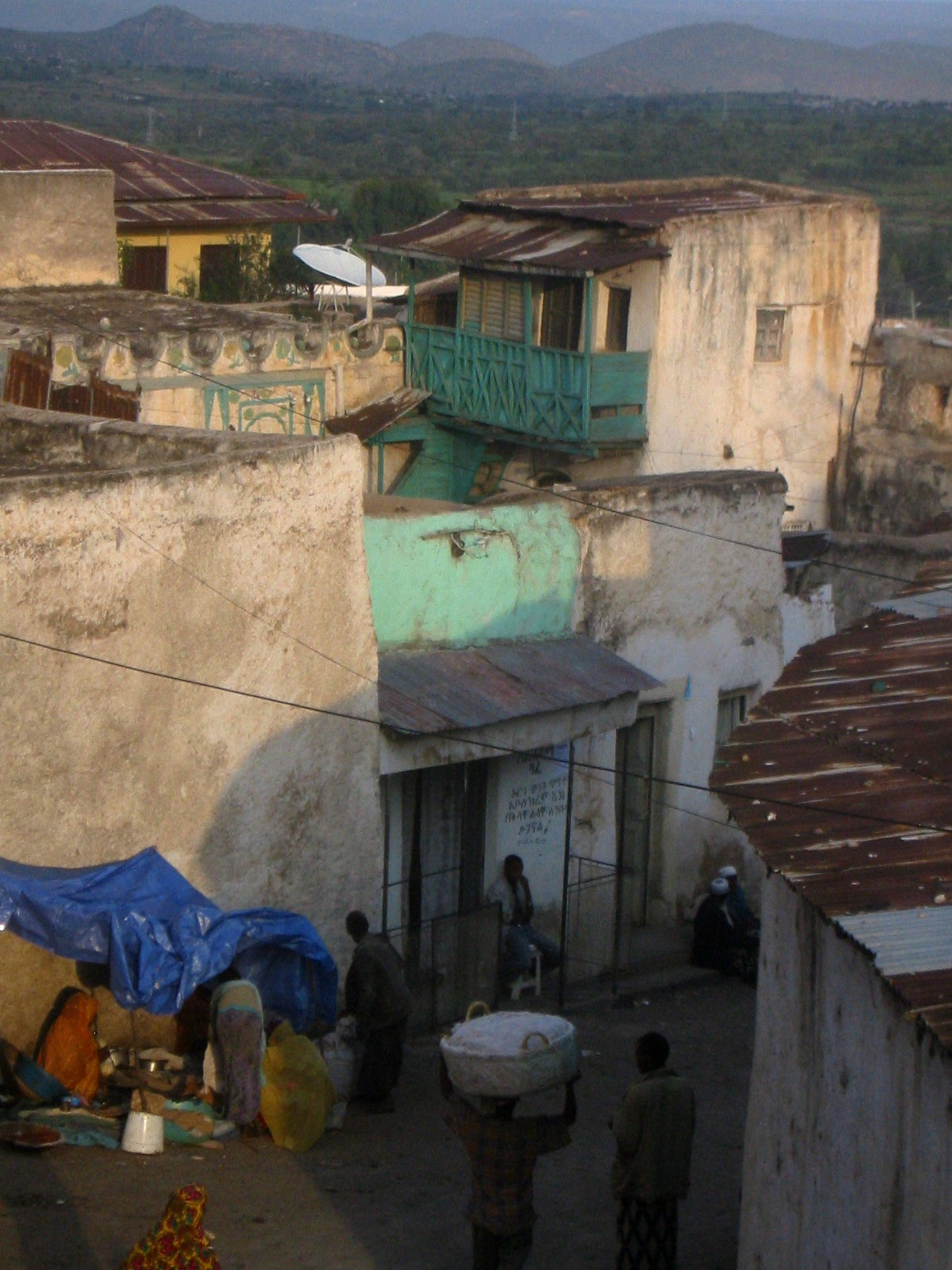
Vista de Harari

A população de Harrar é constituída por vários grupos étnicos, tanto muçulmanos como cristãos. Entre estes incluem-se o hararis, amaras, oromos, somalis, Gurage, tigrés, entre outros. Dentro da cidade amuralhada, o grupo étnico predominante é o Harari. Os hararis, que se autointitulam Guei Ussu ("Povo da Cidade"), são um povo de língua semítica, que se consideram descendentes de um posto militar avançado do antigo Reino de Axum. Hoje, são mais comummente classificados como um grupo social e cultural, em vez de um grupo étnico distinto, uma vez que a maioria das famílias se misturou com grupos vizinhos e acolhe estrangeiros na sua comunidade. A sua língua, Harari, é uma língua semítica originalmente escrita em alfabeto árabe, embora tenha sido recentemente escrita em alfabeto etíope.

## História

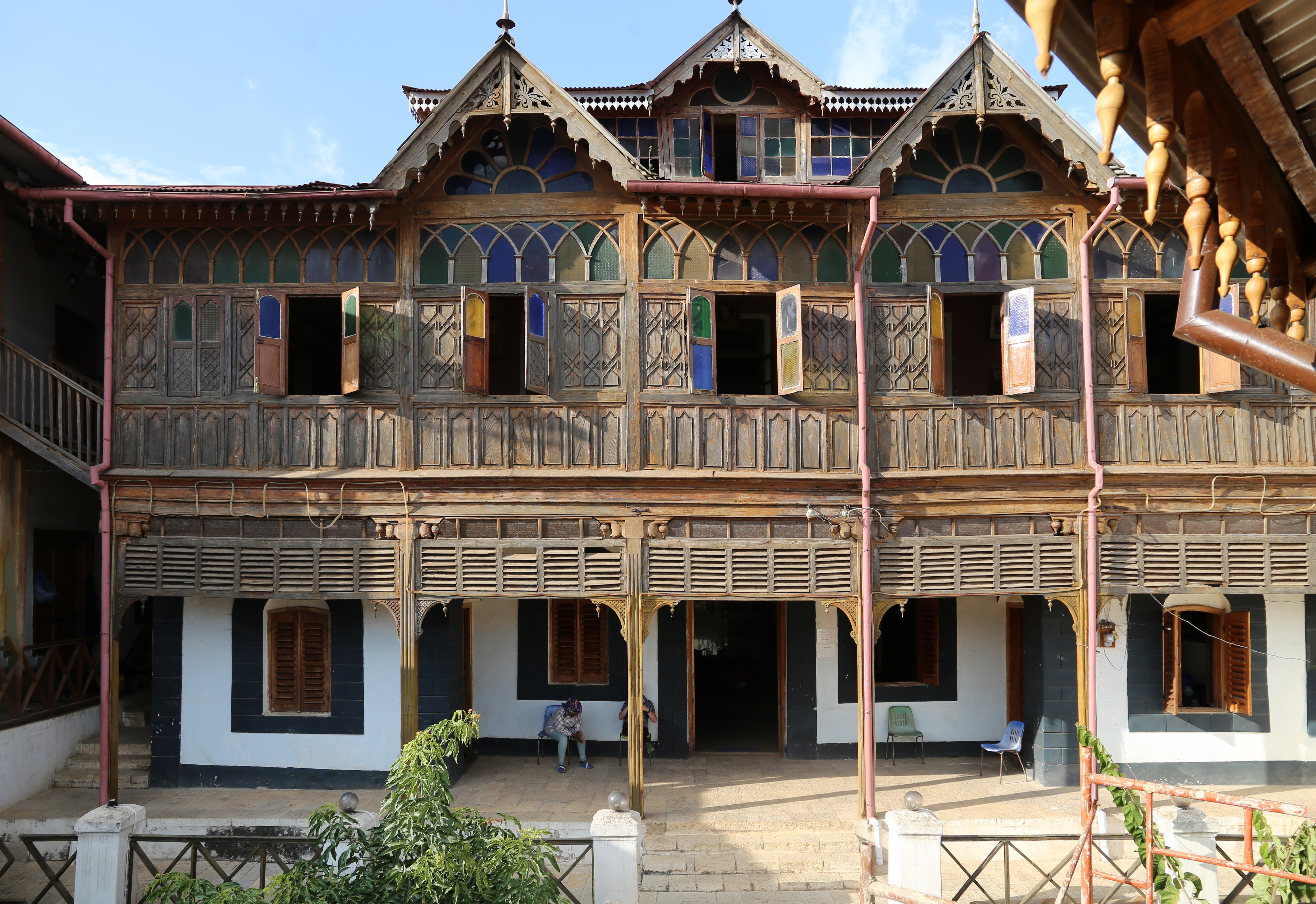
Casa de Rimbaud en Harar

c]]. A partir de Harar, Ahmad ibn Ibrihim al-Ghazi, também conhecido por "Gragn" (a mão esquerda), iniciou uma guerra de conquista no século XVI, que expandiu o seu território e até ameaçava a existência do Império Cristão da Etiópia. O seu sucessor, o emir Nune ibne Mujaíde, construiu um muro em redor da cidade, com quatro metros de altura e cinco portas. Esta muralha, denominada Jugol, ainda se encontra intacta e é um símbolo da cidade para os habitantes. O século XVI foi a Idade de Ouro de Harrar. A cultura local floresceu e muitos poetas viveram e escreveram lá. Ficou também conhecida pelo café, pela tecelagem, pela cestaria e pela encadernação. Os governantes de Harrar também cunharam a sua própria moeda, que esteve em circulação até ao século XIX.
A cidade manteve a sua independência até à anexação egípcia de 1875. Durante este período, Arthur Rimbaud viveu na cidade, dedicando-se ao tráfico de armas. A sua casa foi transformada em museu. Em 1885 recuperou a sua independência, para a perder novamente dois anos depois, em 1887, quando o Emir ‘Abd Allah II foi derrotado por Menelique II, então rei de Xoa, na Batalha de Chelenqo. A partir daqui, a história de Harrar anda sempre de mãos dadas com o Império Etíope. Harrar perdeu parte da sua importância comercial com a abertura do caminho-de-ferro Adis Abeba - Jibuti, que, embora inicialmente previsto chegar à cidade, para poupar dinheiro e evitar evitar o rio Awash e algumas montanhas a norte de Harrar, foi decidido que a estação ferroviária se localizaria a cerca de 40 quilómetros do centro da cidade. A cidade fundada em 1902 como New Harrar é atualmente conhecida como Dire Daua
A cidade reflete este rico passado mostrando um concentrado de arquitetura de diferentes épocas: * Do século X, restam três mesquitas das 82 da cidade. * As paredes foram construídas entre o {século XIII e o século XVI. * As casas são também tradicionais, mas algumas delas foram construídas por imigrantes indianos que aqui chegaram no séc. XIX.
Segundo o censo populacional de 1994, a cidade tem 76.378 habitantes.
1. ↑  Centre, UNESCO World Heritage. «Centro del Patrimonio Mundial -». UNESCO World Heritage Centre (em espanhol). Consultado em 30 de abril de 2020
2. ↑  Chekroun, Amélie (2015). «Dakar, capitale du sultanat éthiopien du Barr Sa'd ad-dīn (1415-1520)». Cahiers d'Études africaines (219): 569–586. doi:10.4000/etudesafricaines.18225
3. ↑  Wagner, Ewald (1991). «The Genealogy of the later Walashma' Sultans of Adal and Harar». Harrassowitz Verlag. Zeitschrift der Deutschen Morgenländischen Gesellschaft. 141 (2): 376–386